# Новогригор'євка (Ростовська область)
Новогригор'євка — хутір в Октябрському районі Ростовської області Росія.
Входить до складу Краснокутського сільського поселення.
Населення - 501 особа (2010 рік).

## Географія
Хутір Новогригор'євка розташовано над правою притокою Аюти річкою Цурюн-Атюк на захід від міста Шахти й на південний схід від Новошахтинська.

### Вулиці
- вул. Кірова,
- вул. Садова,
- вул. Степова,
- вул. Чапаєва.